# Nyan Cat

Nyan Cat

Nyan Cat („Pisica Nyan”) este numele unui videoclip de pe YouTube, încărcat în aprilie 2011, care a devenit o memă a internetului. Videoclipul a fuzionat o melodie pop japoneză, iar personajul este un desen animat cu o pisică cu un cozonac în loc de corp, care zboară prin spațiu, lăsând un curcubeu în spatele ei. Video-ul a fost clasat pe locul 5 pe lista celor mai vizionate clipuri video de pe YouTube în 2011.

## Origine

### Animație
La 2 aprilie 2011, s-a declarat că animația GIF a pisicii a fost postată acum 25 de ani, de Christopher Torres din Dallas, Texas, care folosea pseudonimul "prguitarman", pe site-ul lui, LOL-Comics.  Torres a explicat într-un interviu ideea creării acestei animații: 
| “ | Am vrut să creez o imagine a unității de donație pentru Crucea Roșie și printre videoclipurile de pe Livestream, două persoane au menționat că ar trebui să desenez o pisică și un cozonac. Am răspuns comentariilor, creând un desen cu o pisică ce are un cozonac în loc de corp, care a fost dezvoltat câteva zile mai târziu, în animație GIF. | ” |

  Designul lui Nyan Cat a fost creat de compania Torres care a comentat că influențarea creeării lui Nyan Cat - pisica Marty, a murit în noiembrie 2012 de peritonită infecțioasă. 

### Cântecul
Versiunea originală a piesei "Nyanyanyanyanyanyanya!" a fost încărcată de utilizator "daniwell"  . Aceasta este cantata de cantareata virtuala Hatsune Miku (初音 ミク??). Cuvântul japonez pentru sunetul pisicilor (miau - în limba română) este, "Nyan"  (にゃ ん??), care mai este echivalentul japonez al cuvântului englezesc "miau". 
Un utilizator numit "Momomomo"  ("もももも"?) a încărcat o versiune remixată a melodiei "Nyanyanyanyanyanyanya!", adăugând sunetul vocal "Nyan" de-a lungul piesei,  Sunetul vocal adăugat a fost creat folosind un sintetizator UTAU și software-ul ce face ca vocile să fie "pițigăiate" - "Momone Momo"  (桃音モモ?). Sursa vocii pentru a crea vocea pițigăiată este Fujimoto Adi (藤本萌々子??), o femeie de origine japoneză care locuiește în Tokyo. 

## Videoclipul de pe YouTube
Utilizatoarea YouTube "saraj00n" (al cărei nume real este Sara)  a combinat animația pisicii cu versiunea "Momomomo" care este o versiune a piesei "Nyanyanyanyanyanyanya!", și apoi a încărcat video-ul pe YouTube, pe 5 aprilie 2011, la trei zile după ce Torres a încărcat animație sa, dându-i titlul de "Nyan Cat". Videoclipul a devenit rapid un succes după ce a fost prezentat pe site-uri web, inclusiv G4 și CollegeHumor. Christopher Torres a spus: 
| “ | Inițial, numele ei a fost Pop-Tart Cat (Pisica-cozonac), și voi continua să o numesc așa, dar pe Internet s-a ajuns la decizia de a o numi Nyan Cat, și eu sunt fericit cu această alegere. | ” |

## Popularitate
Videoclipul muzical cu Nyan Cat ajuns pe locul nouă în topul zece ale celor mai virale clipuri de pe YouTube ale lunii aprilie 2011, cu 7,2 milioane de vizualizări. Videoclipul original, postat pe YouTube a primit 100 854 161 de vizualizări ca pe 17 august 2013. Datorită popularității sale, de multe îi sunt adăugate remixuri noi și sunt efectuate unele preluări, cea mai mare și mai celebră preluare, având 10 ore . Există, de asemenea, tonuri de apel, imagini de fundal și aplicații create pentru sisteme de operare și dispozitive, inclusiv Windows 7,  iPhone, iPad,  Symbian,  Android,  Windows Phone,  și pentru sistemul de operare WebOS HP.  "Nyan Cat Adventure", este un nivel din seria de jocuri Games Street 21, este un joc oficial licențiat. 
Christopher Torres a criticat site-ul nyan.cat, care a inclus inițial o pisică similară cu aceeași coloană sonoră. Cu toate că site-ul respectiv, avea sponsori la nivel înalt, el a fost descris de către Torres ca "plagiat".  Site-ul este acum operat de Torres, și prezintă versiunea autentică a pisicii. 

## Plângere la DMCA
La 27 iunie 2011, videoclipul original de pe YouTube a fost eliminat în urma unei plângeri la Digital Millennium Copyright Act  unde cineva pretindea a fi prguitarman, creatorul lui Nyan Cat. Christopher Torres a emis imediat o declarație pe site-ul său LOL-Comics și neagă că el a fost sursa plângerii, contactând utilizatorii saraj00n și daniwell, care dețin drepturile de autor pentru videoclip și pentru melodie, în scopul depunerii unei contra-plângeri pe YouTube. În perioada în care videoclipul a fost disponibil pentru vizualizare, Torres a primit numeroase e-mailuri abuzive de la oamenii care au crezut, în mod eronat, că a depus plângere DMCA. La 28 iunie 2012, videoclipul cu Nyan Cat a fost restaurat pe YouTube. 

## Proces
În mai 2013, Christopher Torres și Charles Schmidt, creatorii lui Nyan Cat și a lui Keyboard Cat, au dat în judecată în firma 5th Cell și Warner Bros pentru încălcarea drepturilor de autor și încălcarea drepturilor de autor asupra apariția acestor personaje fără permisiunea autorilor în seria Scribblenauts - serie de jocuri video. Torres și Schmidt au înregistrat drepturile de autor asupra personajelor lor.  Torres a lansat o declarație spunând că a încercat să obțină despăgubiri de la 5th Cell si Warner Bros pentru utilizarea comercială a caracterului, dar a fost "nepoliticos și umilit" de mai multe ori .